# Daniela Giordano (attrice 1946)
Daniela Giordano (Palermo, 7 novembre 1946 – Palermo, 16 dicembre 2022) è stata un'attrice e modella italiana eletta Miss Italia 1966.

## Biografia
Vince il titolo di Miss Italia 1966. In precedenza si era aggiudicata i titoli di Miss Palermo e Miss Sicilia. Al concorso di Miss Europa 1967 giunse terza. Sul grande schermo esordì con Franco Franchi e Ciccio Ingrassia in I barbieri di Sicilia (1967) di Marcello Ciorciolini. Nel 1969 recitò con Nino Manfredi in Vedo nudo di Dino Risi. Per tutti gli anni settanta lavorò a Roma nei film di genere horror, nei western e nella commedia sexy all'italiana in voga in quegli anni, poi il lavoro si diradò.
Nei primi anni ottanta si allontanò dal mondo dello spettacolo e tornò in Sicilia dove si interessò alla parapsicologia e all'ufologia. Nel 2015 ritornò brevemente al cinema con il film Erba celeste, in cui recitò nel ruolo della protagonista e, per la prima volta nella sua carriera, non venne doppiata.
Morì a 76 anni, dopo una breve malattia, a Palermo, il 16 dicembre 2022. Le sue ceneri sono state poi sparse in mare a Mondello.

## Filmografia

Daniela Giordano in Un esercito di 5 uomini (1969)

- I barbieri di Sicilia, regia di Marcello Ciorciolini (1967)
- Play Boy, regia di Enzo Battaglia (1967)
- Joe... cercati un posto per morire!, regia di Giuliano Carnimeo (1968)
- Il lungo giorno del massacro, regia di Alberto Cardone (1968)
- Susanna... ed i suoi dolci vizi alla corte del re (Frau Wirtin hat auch einen Grafen), regia di Franz Antel (1968)
- Un esercito di 5 uomini, regia di Don Taylor e Italo Zingarelli (1969)
- Vedo nudo, regia di Dino Risi (1969)
- ...e vennero in quattro per uccidere Sartana!, regia di Demofilo Fidani (1969)
- Bolidi sull'asfalto - A tutta birra!, regia di Bruno Corbucci (1970)
- Buon funerale amigos!... paga Sartana, regia di Giuliano Carnimeo (1970)
- La sfida dei MacKenna, regia di León Klimovsky (1970)
- Ombre roventi, regia di Mario Caiano (1970)
- Un'estate, un inverno, regia Mario Caiano (1970)
- Il suo nome era Pot... ma... lo chiamavano Allegria, regia di Lucio Dandolo e Demofilo Fidani (1971)
- I quattro pistoleri di Santa Trinità, regia di Giorgio Cristallini (1971)
- Quante volte... quella notte, regia di Mario Bava (1972)
- Il cadavere di Helen non mi dava pace (La casa de las muertas vivientes), regia di Alfonso Balcázar (1972)
- Il tuo vizio è una stanza chiusa e solo io ne ho la chiave, regia di Sergio Martino (1972)
- Scansati... a Trinità arriva Eldorado, regia di Diego Spataro e Joe D'Amato (1972)
- Trinità e Sartana figli di..., regia di Mario Siciliano (1972)
- Violenza contro la violenza, regia di Rolf Olsen (1972)
- Le avventure del Barone Von der Trenck, regia di Fritz Umgelter (1972)
- La casa della paura, regia di William Rose (1973)
- La cameriera, regia di Roberto Bianchi Montero (1974)
- L'infermiera... di mio padre, regia di Mario Bianchi (1975)
- Malocchio, regia di Mario Siciliano (1975)
- Roma violenta, regia di Franco Martinelli (1975)
- Il vizio ha le calze nere, regia di Tano Cimarosa (1975)
- Il fidanzamento, regia di Giovanni Grimaldi (1975)
- L'adolescente, regia di Alfonso Brescia (1976)
- La portiera nuda, regia di Luigi Cozzi (1976)
- Le impiegate stradali (Batton Story), regia di Mario Landi (1976)
- Un toro da monta, regia di Roberto Mauri (1976)
- Inquisición, regia di Paul Naschy (1976)
- Il braccio violento della mala (Dinero maldito), regia di Sergio Garrone (1977)
- Karamurat, la belva dell'Anatolia (Karamurat Seyh Gaffar'a karsi), regia di Natuk Baytan e Ernst Hofbauer (1978)
- Le segrete esperienze di Luca e Fanny, regia di Roberto Girometti e Gérard Loubeau (1980)
- Erba celeste, regia di Valentina Gebbia (2015)
- Un amore così grande (2018)

## Opere
- Io, Daniela, Piombino, Il Foglio, 2018, ISBN 9788876067419.
- Tre vite in una, Firenze, Enigma, 2020, ISBN 9788899303914.